# À cœur vaillant rien d'impossible
Pour plus de détails, voir Fiche technique et Distribution.
À cœur vaillant rien d'impossible (Wild Hearts Can't Be Broken) est un film américain, sorti en 1991. Il s'inspire de la vie de Sonora Webster Carver (1904-2003), une saltimbanque américaine.
La phrase « À cœur vaillant rien d'impossible » était la devise de Jacques Cœur.

## Synopsis
Pendant la grande dépression, Sonora Webster quitte sa famille pour devenir plongeuse à cheval avec Doc Carver (en).

## Fiche technique
- Titre original : Wild Hearts Can't Be Broken
- Titre français : À cœur vaillant rien d'impossible
- Réalisation : Steve Miner
- Scénario : Matt Williams, Oley Sassone
- Direction artistique : Thomas Fichter, Randy Ser
- Décors : Jean Alan
- Costumes : Malissa Daniel
- Photographie : Daryn Okada
- Son : Steve C. Aaron, Glen Trew
- Montage : Jon Poll
- Musique : Mason Daring
- Effets spéciaux : David K. Phillips (coordinateur des effets spéciaux)
- Maquillage : Davida Simon
- Coiffure : Beatrice De Alba, Suzy Mazzarese-Allison
- Cascades : 
  - Coordinateur de cascades : David R. Ellis
  - Doublure pour les cascades : Shelley S. Boyle (Doublure rôle : Sonora Webster), Cherri Reiber (Doublure rôle : Marie)
- Production : Robin S. Clark, Oley Sassone, Matt Williams
- Société de production : Walt Disney Pictures, Silver Screen Partners IV, Pegasus Entertainment
- Société de distribution : Buena Vista Distribution Company
- Pays de production :  États-Unis
- Langue originale : anglais
- Format : Couleur (Technicolor) - 35 mm - 1,85:1 - Dolby
- Genre : Drame, Biographique, Romance
- Durée : 88 minutes
- Date de sortie :
  - États-Unis : 24 mai 1991

## Distribution
- Gabrielle Anwar : Sonora Webster
- Michael Schoeffling : Al Carver
- Cliff Robertson : William Frank "Doc" Carver (en)
- Dylan Kussman : Clifford Henderson
- Kathleen York : Marie
- Frank Renzulli : M. Slater
- Nancy Moore Atchison : Arnette Webster
- Lisa Norman : tante Helen
- Lorianne Collins : Clarabelle
- Elizabeth Hayes : Miss Simpson
- Laura Lee Norton : Mrs. Ellis
- Michael J. Matusiak : photographe
- Jeff Woodward : reporter #1
- David Massry : reporter #2
- Cheri Brown : jolie fille
- David Dwyer : machiniste
- Haley Aull : petite fille
- Ed Grady : prédicateur
- Katy Matson : gamin #1
- Wendy Ball : gamin #2
- Sam Aull : gamin #3
- Carson Aull : gamin #4
- Boyd Peterson : fermier #1
- Gene Walker : fermier #2
- Lowell D. Smith : cow-boy
- Rick Warner : docteur
- Mark Jeffrey Miller : Candy Man

## Autour du film

### Production
Le film a été tourné à Myrtle Beach et à Orangeburg, en Caroline du Sud.

### Réception
Sonora Webster et sa sœur Arnette ont vu le film mais furent déçues des libertés prises avec la réalité :

« Le film donnait une large place au courage qu'elle avait de continuer à monter après avoir perdu la vue. Mais, la vérité était aussi que monter à cheval était la chose la plus amusante que vous pouviez faire et nous adorions cela. Nous n'avons pas voulu abandonner. Une fois que vous étiez sur le cheval, il n'y avait plus rien à faire sauf s'accrocher à lui. Le cheval était responsable. »

— Arnette Webster, The New York Times
.